# أندريه ويبر
اندريه ويبر (بالفرنسية: André Weber )‏ (و. 1928 – 1996 م) هو ممثل، من فرنسا، ولد في كولمار، توفي عن عمر يناهز 68 عاماً.

## وصلات خارجية
- اندريه ويبر على موقع IMDb (الإنجليزية)
- اندريه ويبر على موقع ألو سيني (الفرنسية)
- اندريه ويبر على موقع أول موفي (الإنجليزية)
- اندريه ويبر على موقع قاعدة بيانات الأفلام السويدية (السويدية)
- اندريه ويبر على موقع قاعدة بيانات الفيلم (الإنجليزية)
- اندريه ويبر على موقع كينوبويسك (الروسية)